# Euclystis gregalis
Euclystis gregalis är en fjärilsart som beskrevs av William Schaus 1912. Euclystis gregalis ingår i släktet Euclystis och familjen nattflyn. Inga underarter finns listade i Catalogue of Life.